# Comté de Thorhild
Le comté de Thorhild (anglais : Thorhild County) est un district municipal de 3,417 habitants en 2011, situé dans la province d'Alberta, au Canada.

## Communautés et localités
Hameaux
- Abee
- Egremont
- Long Lake
- Newbrook
- Opal
- Radway
- Thorhild

Localités
- Alpen
- Alpen Siding
- Balsam Grove
- Clearbrook
- Crippsdale
- Dalmuir
- Danube
- Darling
- Elbridge
- Hollow Lake
- Kerensky
- Mapova
- Northbrook
- Pinebrook
- Val Soucy
- Weasel Creek
- Woodgrove

## Démographie
| 2001  | 2006  | 2011  | 2016  |
| ----- | ----- | ----- | ----- |
| 3 120 | 3 042 | 3 417 | 3 254 |